# 源田サトシ
源田サトシ（げんだ サトシ、1974年11月12日 - ）は、日本の漫画家原作者、コラムニスト。2006年より白夜書房→ガイドワークスの契約ライター。「パチンコオリジナル実戦術」「別冊パチスロパニック７」「漫画パチンカー」に連載を持つ。主にパチンコ・パチスロに関連した漫画原作やコラムの執筆で知られる。甲南大学経営学部卒業。慶應義塾大学経済学部中退。

## 経歴
パチスロ専門店の経営をするかたわら、白夜書房の契約ライターとしてコラムの執筆をスタートし、その後本格的に漫画家としてのキャリアをスタートさせる。初期の作品「回胴風雲児」で自身が経営したパチスロ専門店での出来事をモチーフとした独特な視点とストーリーテリングが注目を集め、特にパチンコ　パチスロ業界をテーマにした作品を次々と発表。パチンコ漫画家としての地位を確立した。

## 作風とテーマ
源田の作品は、パチンコ店を経営者や運営側の目線から描くといった傾向がみられる。漫画では挑戦や成長、友情といった普遍的なテーマが色濃く反映され、キャラクターたちは困難に直面しながらも仲間との絆を深め、自己成長を遂げていく。勝利の喜びや敗北の苦悩がリアルに描かれる。
独特の画風とストーリーテリングで読者を引き込み、緻密なキャラクターデザインと構図、予測不可能な展開が特徴。

## 代表作
・『回胴風雲児』 （2017年-現在、別冊パチスロパニック7、白夜書房→ガイドワークス）
原作者が２５歳から始めたパチスロ専門店の経営において展開される経営物語で、主人公の成長が描かれる。パチスロ店を経営するうえでの苦労や戦略もリアルに描写され、ファンの共感を呼ぶ。パチンコ漫画でありながら、パチンコの描写が少なくヒューマンストーリーが中心になってることから一般読者にも受け入れられている。４号機時代のパチスロ文化深層に迫る作品として評価された。現在、別冊パチスロパニック７に連載中である。
作画は森遊作が担当。
・『ぱちメシ女子』（2020年-現在、漫画パチンカー、白夜書房→ガイドワークス）
パチンコと料理という異なるテーマを融合させた作品。主人公の女性がパチンコチェーンを経営する会社に就職し、そこで巻き起こる日々の出来事に挑戦しながら仲間との絆を深めて成長していく。激務の息抜きに訪れるグルメが漫画に盛り込まれている。幅広い読者層、特に女性から支持を集めている。作画は森遊作が担当。
・『バクチ神』（2025年-現在、漫画パチンカー、ガイドワークス）
・『コラムイベントMAX』（２０１８年-現在　別冊パチスロパニック７、白夜書房→ガイドワークス）
回胴風雲児当時（パチスロ４号機時代）の状況や当時の源田サトシの感情を漫画に補足する形でコラムとして連載されている。
・『サト坊主の業界異人伝』（２０１２年-２０１４年　パチンコオリジナル実戦術　ガイドワークス）
・『キャバリーマンサト坊主のアゲアゲオーナー日記』（２００６年-２００９年　パチンコオリジナル実戦術　ガイドワークス）
・『パチンコセレ部』（２０１０年-２０１２年　パチンコオリジナル実戦術　ガイドワークス）
・『パチスロ営業日記』（２０１４年-２０１５年　パチスロ必勝ガイド　ガイドワークス）